# Camden (Londen)
Camden (London Borough of Camden) is een Engels district of borough in de regio Groot-Londen, gelegen in het centrale deel (Inner London) van de metropool. De borough telt 253.361 inwoners. De oppervlakte bedraagt 22 km².
Camden werd in 1965 gevormd uit de eerdere metropolitan boroughs Hampstead, Holborn en St Pancras. Centraal liggen de wijken Camden Town en Hampstead, maar het gemeentebestuur is gevestigd in St Pancras.
Van de bevolking is 10,7% ouder dan 65 jaar. De werkloosheid bedraagt 4,9% van de beroepsbevolking (cijfers volkstelling 2001).

## Wijken in Camden
- Camden Town
- Bloomsbury
- Chalk Farm
- Fitzrovia
- Gospel Oak
- Hampstead
- Highgate
- Holborn
- Kentish Town
- Kings Cross
- Primrose Hill
- Somers Town
- St Pancras
- Swiss Cottage
- Tufnell Park
- West Hampstead

## Bekende inwoners van Camden

### Geboren
- Max Irons (1985), acteur
- Steven Alzate (1998), Colombiaans voetballer

### Overleden
- In Camden is zangeres Amy Winehouse in haar appartement in 2011, op 27-jarige leeftijd, overleden